# زيني ماكس أوروبا
زيني ماكس أوروبا (بالإنجليزية: ZeniMax Europe)‏ ، هي شركة ألعاب فيديو بريطانية أسست عام 2008م.